# Jungo Morita
Jungo Morita (em japonês:  森田 淳悟; Hokkaido, 9 de agosto de 1947) é um ex-jogador de voleibol do Japão que competiu nos Jogos Olímpicos de 1968 e 1972.
Em 1968, ele fez parte da equipe japonesa que conquistou a medalha de prata no torneio olímpico, no qual jogou em todas as nove partidas. Quatro anos depois, ele ganhou a medalha de ouro com o time japonês na competição olímpica de 1972, participando de todos os sete jogos. Em 2003, foi introduzido no Volleyball Hall of Fame em Holyoke, Massachusetts.